# معركة دامغان
قالب:Campaingbox Nader
معركة دامغان هي معركة حدثت من 29 سبتمبر إلى أكوبر عام 1729 بالقرب من مدينة دامغان الإيرانية بين الدولة الهوتاكية والدولة الصفوية كانت نتيجتها الفوز الساحق الدولة الصفوية بقيادة نادر شاه وكان لهذه المعركة المصيرية الدور الكبير والمهم في القضاء على الاحتلال الأفغاني وطرده من بلاد فارس ونقل المعركة إلى قلب أراضي الدولة الهوتاكية وبعد هذة المعركة قامت القوات الصفوية بتحرير بقية مدن بلاد فارس وأُجبرت الهوتاك على العودة إلى أراضيهم في جنوب أفغانستان الآن.